# Roberto Alcalde Rodriguez
 Roberto Alcalde Rodriguez (Bagé, 14 de janeiro de 1992) é um nadador paralímpico brasileiro

## Início
Filho caçula de Luís e Diva Rodriguez, Roberto tem dois irmãos, Gabriel e Marina Rodriguez. Roberto nasceu com mielomeningocele, uma má-formação na coluna, e para fins fisioterapêuticos, foi apresentado às piscinas ainda bebê. 

## Carreira
Em 2013, Roberto foi campeão mundial nos 100m peito SB5, em Montreal.
Conquistou quatro ouros e um bronze nos Jogos Parapan-Americanos. 

Roberto disputou as finais nos Jogos Paralímpicos Rio 2016  e Tóquio 2020.